# Groupe d'IC 4797
Le groupe d'IC 4797 comprend au moins cinq galaxies situées dans la constellation du Télescope. La distance moyenne entre ce groupe et la Voie lactée est d'environ 39,8 Mpc (∼130 millions d'al).

## Membres
Le tableau ci-dessous liste les cinq galaxies du groupe indiquées dans l'article de A.M. Garcia paru en 1993.
| Nom        | Class.     | Type           | α (J2000.0)    | δ (J2000.0)    | Vitesse radiale (km/s) | m            | Distance (Mpc) | Diamètre (kal) |
| ---------- | ---------- | -------------- | -------------- | -------------- | ---------------------- | ------------ | -------------- | -------------- |
| NGC 6707   | SB(s)c?    | Spirale barrée | 18h 55m 22.06s | -53° 49′ 06.4″ | 2728 ± 6               | 12,6         | 39,4 ± 2,8     | 109            |
| NGC 6708   | Sbc        | Spirale        | 18h 55m 35.64s | -53° 43′ 24.4″ | 2579 ± 13              | 12,0         | 37,2 ± 2,6     | 48             |
| IC 4796    | SB(s)0^0^? | Lenticulaire   | 18h 56m 27.84s | -84° 12′ 50.2″ | 3108 ± 17              | 12,3         | 45,0 ± 3,2     | 77             |
| IC 4797    | E+ pec?    | Elliptique     | 18h 56m 29.68s | -54° 18′ 20.8″ | 2678 ± 20              | 11,3         | 38,6 ± 2,7     | 150            |
| ESO 183-30 | SA0^- pec? | Lenticulaire   | 18h 56m 55.94s | -54° 32′ 73.6″ | 2688 ± 32              | 11,02 ± 0,09 | 38,8 ± 2,8     | 107            |

Le site DeepskyLog permet de trouver aisément les constellations des galaxies mentionnées dans ce tableau ou si elles ne s'y trouvent pas, l'outil du site constellation permet de le faire à l'aide des coordonnées de la galaxie. Sauf indication contraire, les données proviennent du site NASA/IPAC.